# Drum național 26
Der Drum național 26 (rumänisch für „Nationalstraße 26“, kurz DN26) ist eine Hauptstraße in Rumänien.

## Verlauf
Die Straße beginnt in Galați (Galatz), wo sie vom Drum național 2B (zugleich Europastraße 87) abzweigt. Sie verläuft nach Norden über weite Strecken parallel zum Grenzfluss Pruth und zu dessen Zufluss Chineja. Südlich von Tulucești zweigt der in die Stadt Bârlad führende Drum național 24D nach Nordwesten ab. Der DN26 führt weiter über Măstăcani und Oancea, wo der kurze nach Cahul in der Republik Moldau führende Drum național 26A abzweigt, nach Murgeni, wo er auf den Drum național 24A trifft und an diesem endet.
Die Länge der Straße beträgt rund 95 km.